# Escolania de l'Escorial
L'Escolania de l'Escorial est un chœur d'une cinquantaine de garçons espagnols, qui reçoivent un enseignement scolaire et une formation musicale au monastère de l'Escurial. 

## Histoire
Ce chœur d'enfants a été formé en 1567 à peine quatre ans après le début de la construction du monastère. Cette année-là, Philippe II a fondé et institué  un collège et un séminaire pour les enfants au sein du monastère de Párraces, Ségovie, pendant que se terminaient les travaux de l'Escurial, de sorte qu'avant que ne soient terminés les travaux, déjà le Monastère possédait un groupe d'enfants préparés pour le culte liturgique de la Basilique.
Ces enfants du séminaire recevaient des leçons de grammaire et de latin ainsi qu'un enseignement de musique (plain-chant principalement) et étaient chargés de chanter à la Basilique tous les jours la Messe de l'Aube, qui était célébrée pour le salut du monarque régnant; ainsi que le salve après la prière de vêpres de la communauté des moines du Monastère. Ils avaient également l'obligation d'aider comme acolytes lors des messes qui étaient dites dans la Basilique.
De plus, lors de certaines fêtes, ils intervenaient dans les villancicos et danses qui étaient donnés: Nativité, San Lorenzo, San Jerónimo, Corpus... ainsi que pour les réceptions des Rois.
Cette institution s'est maintenue à travers des siècles jusqu'au désamortissement de Mendizábal qui a vu les moines cesser leur activité et la communauté monacale abandonner le Monastère.
Après cet abandon, le séminaire a été reconstitué sous l'action du chapelain de la reine Isabelle II: Antonio Mª Claret (plus tard évêque et saint), qui a créé au sein du séminaire une série de bourses pour les enfants qui avaient des facilités musicales afin de pouvoir maintenir ce groupe de chanteurs pour le decorum liturgique de la Basilique.
Cette nouvelle institution refondée est passée par différentes vicissitudes qui ont amené sa disparition et une nouvelle refondation en 1974, cette fois sous l'impulsion des religieux Augustins, avec le même but que toujours: la beauté de la liturgie de l'Escurial.
Actuellement, l'Escolanía est formée par un groupe de quarante-cinq enfants chanteurs, dont les âges oscillent entre neuf et quinze ans. Ces Enfants Chanteurs participent aux cérémonies les plus importantes qui sont célébrées dans la Basilique de San Lorenzo de El Escorial au cours de l'année (Vêpres et Messe de la Nativité, Laudes et Offices de Semaine Sainte, messes des principales fêtes), lors des offices locaux (Fiesta de la Sagrada Forma de El Escorial y San Lorenzo), et ceux en relation avec la Famille royale d'Espagne et avec l'Ordre royal et militaire de Saint-Herménégilde. Chaque week-end, on peut l'entendre lors de la messe et du salve du soir chaque samedi et à celle de 13 h les dimanches. Elle fait également des tournées dans d'autres pays en diverses occasions.
Elle a enregistré de nombreux disques sous son propre label discographique (DIES) avec des musiques très diverses. De la polyphonie du XVIe siècle jusqu'à des incursions dans le monde de la musique pop qui ont conduit à un disque à succès ElBosco.

## Discographie
- PANAMA VIEJO, 2016
- CANTARES 2014
- FESTEJO DE NAVIDAD 2012. Chef de chœur: Gustavo Sánchez. Producteurs: Tuti Fernández, Gustavo Sánchez, Pedro Alberto Sánchez et José María Herranz.
- LOS CHICOS DEL CORO (PEP’S RECORDS S.L.) 2010. Chef de chœur: José Barroso. Producteurs: Fernando Montesinos et Rubén Villanueva.
- PLENITUD DORADA. 2010. Real Capilla Escurialense.
- TENEBRAE, (DIES) 2009 con la Real Capilla Escurialense. Chef de chœur: Javier M. Carmena, Producteur: J. Rolando García
- CHUECA, (DIES) 2009 Real Capilla Escurialense, Soprano: Elisa Belmonte, Mezzo (Isabel Egea), Piano et direction: Javier M. Carmena, Producteur: J. Rolando García.
- INGHE, DUÉRMETE, (DIES) 2008 Chef de chœur: Gustavo Sánchez, Piano: Javier M. Carmena et Alberto Padrón, Producteur: J. Rolando García
- MISERERE, (DEUTSCHE GRAMMOPHON) 2008 Deux tiples de la Escolanía collaborent dans cet enregistrement de la Orquesta Sinfónica de Sevilla. Chef: Luis Izquierdo
- STABATMATERVIVALDI, (DIES) 2008 Francisco Javier R. Braoljos (Alto). Chef de chœur et organiste: Javier M. Carmena, Producteur: J. Rolando García.
- CHRISTMAS-NOËL-WEIHNACHT-NAVIDAD, (DIES) 2007 Chef de chœur: Gustavo Sánchez, Piano: Javier M. Carmena et Alberto Padrón, Percussion: David Mayoral, Producteur: J, Rolando García
- REQUIEM FAURÉ, (DIES) 2007 Chef de chœur: Javier M. Carmena, Piano: Alberto Padrón, Producteur: J. Rolando García
- CANTEMOS, (DIES) 2007 Disco recopilatorio
- ASÍ CANTAN LOS CHICOS, (DIES) 2007 Chef de chœur: Javier M. Carmena, Piano: Alberto Padrón, Producteur: J. Rolando García
- Y EN DULCE BATALLA, (DIES) 2006 Chef de chœur: Gustavo Sánchez, harpe: Nuria Llopis, Bajón: Pep Borrás, orgue: Alberto Padrón, Real Capilla Escurialense. Producteur: J. Rolando García
- FRAY MARTÍN DE VILLANUEVA, 1605 (DIES) 2006 Real Capilla Escurialense. Direction et Production: J. Rolando García
- ANTONIO SOLER, (GLOSSA) 2005 Chef de chœur: Jacques Ogg, Lyre Baroque Orquestra, Real Capilla Escurialense, Mª Luz, Raquel Andueza, Jordi Doménech, Joan Cabero, Producteur: Manuel Mohino
- IN PARADISUM, (DIES) 2004 Chef de chœur: Lorenzo Ramos, Piano: Alberto Padrón et Javier M. Carmena, Producteur: J. Rolando
- EL PODER DE LA RAIZ, (SONY MUSIC) 2004 La Escolanía collabore sue un thème de ce disque de Navajita Plateá.
- GLORIA, (DIES) 2003 Chef de chœur: Lorenzo Ramos, orgue: Javier M. Carmena, Producteur: J. Rolando Enregistrement en direct d'un concert dans la Basilique del Monasterio del Escorial: Gloria de A. Vivaldi
- ARMONÍA, (DIES) 2003 Chef de chœur: Lorenzo Ramos, Piano: Javier M. Carmena et Alberto Padrón, Productor: J. Rolando
- VOX VERITATIS, (DIES) 2003 Chef de chœur: Lorenzo Ramos, Piano: Alberto Padrón et Javier M. Carmena, Productor: J. Rolando
- PAN DIVINO, (DIES) 2001 Chef de chœur: Lorenzo Ramos, Producteur: J. Rolando, Polyphonie Espagnole des XVI-XVIIe siècles (Guerrero, Victoria, cancionero de Uppsala)
- KESIA, (UNIVERSAL) 2000 La Escolanía colabora en 2 piezas del primer disco de la cantante KESIA
- TEMPLO (EMI) 1999 La Escolanía collabore sur divers thèmes de ce CD de musique religieuse en version POP
- PANIS ANGELICUS, (EMI CLASSICS) 1996 Chef de chœur: José de Felipe, Piano: Lydia Rendon et Anatoli Pouzun, harpe: Mª Rosa Calvo-Manzano, Producteurs: Luis Cobos et Julián Ruiz
- Elbosco (EMI-HISPAVOX) 1995 Chef de chœur: José de Felipe. Musique de fusion entre Pop et New Age
- PUER NATUS, (EMPE) 1992 Chef de chœur: José de Felipe. harpe: Mª Rosa Calvo-Manzano, Piano: Mijail Erman. Production: J. Kurlander A Ceremony of Carols (Benjamin Britten) et autres villancicos
- POLIFONÍA MARIANA, (A&B Masterrecord) 1988 [Chef de chœur: Pedro Blanco et José de Felipe, Organiste: Paulino González] [Œuvres de polyphonie mariale de toutes les époques (ss XV-XX)]

## Source de la traduction
- (es) Cet article est partiellement ou en totalité issu de l’article de Wikipédia en espagnol intitulé « Escolanía de El Escorial » (voir la liste des auteurs).